# الیاس محمود (بازیکن فوتبال)
الیاس محمود (انگلیسی: Elies Mahmoud؛ زادهٔ ۱۰ فوریهٔ ۲۰۰۱) بازیکن فوتبال است.